# El Arenal (Ávila)
El Arenal község Spanyolország Ávila tartományában, Kasztília és León autonóm közösségben. Tengerszint feletti magassága 888 méter, lakossága 1022 fő.

## Története
A település pontos alapítási ideje nem ismert, de annyi bizonyos, hogy a 14. században VI. Alfonz spanyol király La Montería című könyvében már említést tett róla. A 16. század végén 154 fő lakta, akik földműveléssel, állattenyésztéssel és erdőgazdálkodással foglalkoztak. El Arenal 1732-ben V. Fülöp spanyol királytól megkapta a villa rangot, ettől kezdve lakossága gyorsan növekedni kezdett. 1769-ben már 843-an, a következő század közepén már ezerrel többen, 1945-ben pedig 2340-en lakták.
1833-ban, amikor Spanyolországot tartományokba szervezték, El Arenal Ávila tartományba került, azon belül is az Arenas de San Pedro törvényszéki partido részét képezte.
1950-től erős kivándorlás kezdődött a településről. Ebben az időszakban hozták rendbe az El Arenalt Arenas de San Pedróval összekötő utat, ez pedig megszüntette a település elzártságát. Az 1980-as évektől sok elvándorló visszatért, így a lakosság ismét növekedésnek indult. 1986-ban alakult meg a P. A. C. A. termelőszövetkezet, hogy segítse a helyi termények, főként a cseresznye és a gesztenye kereskedelmét.

## Látnivalók

### Templomok, kápolnák
A Nagyboldogasszony-templom a 15–16. században épült, főoltárának képét valószínűleg Alonso González Berruguete szobrászművész egyik tanítványa készíthette. Emellett három remetekápolna is található El Arenalban: a főtéri Virgen de los Remedios- és a település bejáratánál elhelyezkedő Virgen de las Angustias-kápolna egyaránt 18. századi, a Santísimo Cristo de la Expiración-kápolna a 20. században épült.

### Egyéb
A település területén nyolc, forrásvizet tartalmazó kőkút lelhető fel.

## Testvértelepülések
- Sabres,  Franciaország[2]

## Népesség
A település lakosságának változását az alábbi diagram mutatja:
| Lakosok száma | 1028 | 1039 | 1088 | 1046 | 1060 | 1004 | 998  | 973  | 943  | 978  |
|               | 2001 | 2004 | 2006 | 2009 | 2011 | 2014 | 2016 | 2019 | 2021 | 2024 |